# اکرام آیلیسی
اکرام آیلیسی (ترکی آذربایجانی: Əkrəm Nəcəf oğlu Naibov؛ زادهٔ ۱۲ ژانویهٔ ۱۹۳۷) یک نویسنده اهل جمهوری آذربایجان است که در جمهوری آذربایجان بسیار محبوب بود اما در سال ۲۰۱۲ و پس از انتشار داستان «رویاهای سنگی» (ترکی آذربایجانی: Daş yuxular) و انتقاد از آذری‌ها به دلیل کشتار دسته‌جمعی ارمنیان در سومقاییت و باکو مورد انتقاد شدید حکومت قرار گرفت. وی در رمان خود تصویری از زندگی ارمنیان و آذری‌های قره‌باغ را به تصویر کشیده‌است.

## کتاب‌ها
- آرزوهای سنگی (۲۰۱۳ Stone Dreams)